# Zavarovana območja Slovenije
Zavarovana območja Slovenije so geografska območja v Sloveniji, ki so z Zakonom o ohranjanju narave opredeljena in zavarovana. 

## Vrste zavarovanih območij
Veljavna zakonodaja (Zakon o ohranjanju narave) opredeljuje naslednje vrste zavarovanih območij (varstvene skupine ali kategorije): 
- širša zavarovana območja
Narodni park (kategorija IUCN II/V): trenutno 1
Je veliko območje s številnimi naravnimi vrednotami ter veliko biotsko raznovrstnostjo. V pretežnem delu narodnega parka je prisotna prvobitna narava z ohranjenimi ekosistemi in naravnimi procesi, v manjšem delu parka pa so lahko tudi območja večjega vpliva človeka, ki je z naravo skladno povezan.
Regijski park (kategorija IUCN V): trenutno 3
Je obsežno območje regijsko značilnih ekosistemov in krajine z večjimi deli prvobitne narave in območji naravnih vrednot, ki se prepletajo z deli narave, kjer je človekov vpliv večji, vendarle pa z naravo uravnotežen.
Krajinski park (kategorija IUCN V):  trenutno 41
Je območje s poudarjenim kakovostnim in dolgotrajnim prepletom človeka z naravo, ki ima veliko ekološko, biotsko ali krajinsko vrednost.
- ožja zavarovana območja
Strogi Naravni rezervat (kategorija IUCN I): trenutno 1
Naravni rezervat (kategorija IUCN I ali IV): trenutno 52
Naravni spomenik (kategorija IUCN III): trenutno 623

Skupaj ima Slovenija z različnimi varstvenimi kategorijami trenutno zavarovanega 11,5 odstotka ozemlja. Do leta 2008 naj bi se ta delež povečal za pet odstotkov, do leta 2014 pa za deset odstotkov.

## Biosferni rezervat
Biosferni rezervat so območja kopenskih ali obalnih ekosistemov, ki so mednarodno priznani znotraj UNESCO MAB programa za spodbujanje in prikazovanje uravnoteženega odnosa med ljudmi in naravo. V Sloveniji sta vpisana v mrežo biosfernih rezervatov Biosferni rezervat Julijske Alpe (Triglavski narodni park), Kraški biosferni rezervat (Škocjanske jame), širše območje Kozjanskega z Obsoteljem in biosferni rezervat Mura. Leta 2021 je bilo ustanovljeno Biosferno območje petih držav Mura-Drava-Donava (Avstrija, Hrvaška, Madžarska, Srbija, Slovenija).

## Natura 2000
V okviru evropskega omrežja naravovarstvenih območij Natura 2000 pa ima Slovenija varovanega 35,5 odstotka ozemlja. Od tega je s parki trenutno pokritega okoli 25 odstotkov omenjenega omrežja. Območja Natura 2000 so posebna varstvena območja in jih ne uvrščamo med zavarovana območja.

## Nedovoljeni posegi v zavarovana območja
Okoljevarstveniki se pogosto srečujejo z nedovoljenimi posegi v prostor, kot so črna odlagališča, goloseki in kamnolomi. V prihodnosti naj bi se z načrtovano gradnjo hidroelektrarn, vetrnih elektrarn, turističnih naselij in avtocest število okolju neprijaznih posegov še povečalo.